# Еудокса
Еудокса је у грчкој митологији била једна од Ниобида.

## Митологија
Била је кћерка Ниобе и Амфиона коју су убили богови због греха њене охоле мајке, баш као и сву другу њену браћу и сестре. Њу је поменуо Хигин, али не и Аполодор и Овидије, који су такође писали о Ниобидима.